# Leonard (Minnesota)
Leonard es una ciudad ubicada en el condado de Clearwater en el estado estadounidense de Minnesota. En el Censo de 2010 tenía una población de 41 habitantes y una densidad poblacional de 36,14 personas por km².

## Geografía
Leonard se encuentra ubicada en las coordenadas 47°39′4″N 95°16′1″O / 47.65111, -95.26694. Según la Oficina del Censo de los Estados Unidos, Leonard tiene una superficie total de 1.13 km², de la cual 1.13 km² corresponden a tierra firme y (0%) 0 km² es agua.

## Demografía
Según el censo de 2010, había 41 personas residiendo en Leonard. La densidad de población era de 36,14 hab./km². De los 41 habitantes, Leonard estaba compuesto por el 100% blancos, el 0% eran afroamericanos, el 0% eran amerindios, el 0% eran asiáticos, el 0% eran isleños del Pacífico, el 0% eran de otras razas y el 0% pertenecían a dos o más razas. Del total de la población el 0% eran hispanos o latinos de cualquier raza.